# ポニーズ
ポニーズ（Ponees）は、1967年に結成されたグループ・サウンズのバンド。1969年春解散。

## メンバー
- 原田正美（ギター）元マグマックス・ファイブ
- 橋本直樹（ギター）
- 谷田部進（1951年1月10日 - 、ベース）元ヴァインズ
- かごとし達郎（1951年 - 、ドラムス）元ヴァインズ

## 概要
1967年10月、荒木一郎のバックバンド、マグマックス・ファイブの原田正美ら4人で結成。1968年に日本コロムビアから2枚のシングルを発表。
解散後、谷田部は藤本房子らと共にフォークグループ「ウッドペッカー」を結成。1971年に「夕ぐれの渚」を再録音した。原田は森田公一とトップギャランに参加した。

## ディスコグラフィー

### シングル
- ブルー・エンジェル／夕ぐれの渚（1968年8月25日）
- 雨降る街角／アガナの乙女（1968年12月）